# Boninit
Boninit ist ein mafisches vulkanisches Gestein, das als primitiver Andesit angesehen wird. Es tritt als extrusives Gestein mit hohem Gehalt an Magnesium und Silizium in Forearc-Becken auf, typischerweise in den Frühstadien von Subduktionsprozessen. Benannt ist es nach den Vorkommen auf den Bonininseln (Ogasawara-guntō), die einen Inselbogen im Süden von Japan bilden.
Das Gestein wird durch eine extreme Verarmung von inkompatiblen Spurenelementen gekennzeichnet, die von durch das Gestein wandernden Lösungen nicht transportiert werden können (die HREE sowie Niob, Tantal und Hafnium). Im Gegensatz dazu treten transportierbare Elemente wie Rubidium, Barium oder Kalium in wechselnden Mengen auf. Solche Gesteine wurden bisher fast ausschließlich auf der Tiefseegrabenseite von jungen Inselbögen angetroffen oder in Ophiolithkomplexen, die auf ehemalige solche Umgebungen zurückgeführt werden. Die charakteristische Zusammensetzung wird auf das Aufschmelzen eines durch Metasomatose veränderten Materials aus dem Erdmantel zurückgeführt.
Intrusiva des Archaikums, die eine ähnliche chemische Zusammensetzung aufweisen, werden Sanukitoid genannt, sie kommen zusammen mit den Gesteinen mehrerer alter Kratone vor.

## Petrologie und Geochemie
Boninite sind petrologisch durch normalerweise mit bloßem Auge sichtbare Kristalle von Pyroxen und Olivin in einer kristallitreichen, glasigen Grundmasse gekennzeichnet. Viele Boninite enthalten Klinoenstatit, der polysynthetisch nach der (100)- Fläche verzwillingt ist. Es wird angenommen, dass sich diese Klinoenstatite bei der Abkühlung aus Protoenstatit gebildet haben.
Die geochemische Zusammensetzung von Boniniten weist folgende Charakteristika auf:
- hoher Magnesiumgehalt (Magnesiumoxid = 8–15 %)
- niedriger Titangehalt (Titandioxid < 0,5 %)
- Siliziumgehalt beträgt 57–60 %
- Hohes Magnesium zu (Magnesium + Eisen)-Verhältnis (0,55–0,83)
- Gleicher Gehalt an kompatiblen Elementen wie der Erdmantel (Nickel = 70–450 parts per million, Chrom = 200–1800 ppm)
- Barium, Strontium und LREE sind im Vergleich zu Tholeiiten angereichert
- Charakteristische Verhältnisse von Titan zu Zirkon (23–63) und Lanthan zu Ytterbium  (0,6–4,7)

## Entstehung
Boninit-Magma bildet sich durch das Schmelzen bereits vorher schon aufgeschmolzenen Materials in der Umgebung eines Forearcs durch Hydratation eines vorher verarmten Erdmantels in einem Mantelkeil über subduzierter Kruste, die die Aufschmelzung von bereits verarmtem Peridotit verursacht. Der extrem geringe Gehalt von Titan, das in Bezug auf das Aufschmelzen von Peridotit ein inkompatibles Element ist, geht auf das Aufschmelzen einer bereits vorher verarmten Quelle aus dem Erdmantel zurück. Das erste, vorhergehende Stadium der Schmelze führt im Normalfall zur Entstehung von tholeiitischen Inselbogen-Basalten.
Boninite erwerben ihre hohen Magnesium- und niedrigen Titan-Gehalte durch einen hohen Anteil an partieller Schmelze in dem von Mantelkonvektion betroffenen Mantelkeil über einer Subduktionszone. Der hohe Anteil partieller Schmelze wird durch den hohen Wassergehalt des Mantels verursacht, wie er über Subduktionszonen auftritt. Die Zufuhr von flüchtigen Anteilen und von inkompatiblen Elementen aus der partiellen Schmelze der subduzierten Platte führt in dem darüber liegenden Keil aus Mantelmaterial zum Einsetzen von Schmelzvorgängen. Der Nachweis von unterschiedlicher Anreicherung oder Verarmung von inkompatiblen Elementen weist darauf hin, dass Boninite aus peridotitischem Material entstehen, das durch Metasomatose mit LREE, Strontium, Barium und Alkalien angereichert wurde. Diese Anreicherung könnte auf eine Beimischung von Material zurückgehen, das aus dem subduzierten Krustenfragment stammt, entweder aus Sedimentgesteinen oder aus aufgeschmolzener, entwässerter Kruste.
Boninite können aus dem peridotitischen Rückstand einer tholeiitischen Magmenentstehung abgeleitet werden, der vor dem Boninit-Vulkanismus durch Metasomatose an LREE angereichert wurde. Eine zweite Möglichkeit der Entstehung von Inselbogen-Tholeiiten und Boniniten ist das Vorliegen eines unterschiedlich verarmten peritidotitischen Ausgangsgesteins, das durch Metasomatose in verschiedenen Graden angereichert wurde. Gebiete mit angereicherten Peridotiten würden in diesem Modell tholeiitische Magmen liefern, während verarmte Peridotite Boninite hervorbringen würden.

## Beispiele
| Ort               | Region            | Alter      | Bemerkungen                                                                |
| ----------------- | ----------------- | ---------- | -------------------------------------------------------------------------- |
| Bonininseln       | Pazifischer Ozean | Eozän      | vor allem vulkanische Brekzie und Pillowlava-Ergüsse                       |
| Cape Vogel        | Papua-Neuguinea   | Paläozän   |                                                                            |
| Troodos           | Zypern            | Kreide     | obere Pillowlaven des Troodos-Ophiolith-Komplexes                          |
| Guam              | Pazifischer Ozean | Paläogen   | spätes Eozän bis frühes Oligozän                                           |
| Setouchi          | Japan             | Miozän     | Sanukitoide (hoch MG-haltige granitische Gesteine), 13 Millionen Jahre alt |
| Niederkalifornien | Mexiko            | Miozän     | 12 bis 14 Millionen Jahre alt, enthalten Bajaite                           |
| Neukaledonien     | Pazifischer Ozean | Mesozoikum | Permo-Trias und Kreide                                                     |
| Marianengraben    | Pazifischer Ozean | Eozän      |                                                                            |